# Paweł Markowski (muzyk)
Paweł Markowski (ur. 27 maja 1956) – polski muzyk, perkusista, w latach 1980–1985 i 1991–2003 członek zespołu Maanam. 
Rozpoczął współpracę z zespołem Maanam w sierpniu 1980, kiedy zastąpił miejsce Ryszarda Kupidury jako perkusista i przystąpił do nagrywania debiutanckiej płyty Maanam (1981). 
W 2003 wraz z gitarzystą Ryszardem Olesińskim i gitarzystą basowym Krzysztofem Olesińskim zrezygnował z dalszej współpracy z Korą i Markiem Jackowskim. W 2014 wraz z braćmi Olesińskimi i Bogdanem Kowalewskim ruszył z autorskim projektem Złoty Maanam. 
17 stycznia 2019 Paweł Markowski i gitarzysta Ryszard Olesiński doszli do porozumienia z mężem Kory - Kamilem Sipowiczem, w sprawie funkcjonowania i używania nazwy zespołu.
Wydał Pamiętnik perkusisty z Maanam (1989), którego fragmenty były publikowane w tygodniku „Razem”.
W 2018 otrzymał Brązowy Medal „Zasłużony Kulturze Gloria Artis”.